# Судзака
Судза́ка (яп. 須坂市 Судзака-си) — город в Японии, находящийся в префектуре Нагано. Площадь города составляет 149,84 км², население — 51 101 человек (1 августа 2014), плотность населения — 341,04 чел./км².

## Географическое положение
Город расположен на острове Хонсю в префектуре Нагано региона Тюбу. С ним граничат города Нагано, Уэда, посёлок Обусе и сёла Такаяма, Цумагои.

## Население
Население города составляет 51 101 человек (1 августа 2014), а плотность — 341,04 чел./км². Изменение численности населения с 1980 по 2005 годы:
| 1980 | 52 543 чел. |  |
| 1985 | 53 611 чел. |  |
| 1990 | 53 662 чел. |  |
| 1995 | 53 842 чел. |  |
| 2000 | 54 207 чел. |  |
| 2005 | 53 668 чел. |  |

## Символика
Деревом города считается криптомерия, цветком — Rhododendron molle.